# Nechtan
Nechtan ['Nʴextan], auch Elcmar ['elkvar] („Der Schreckliche“) ist eine Sagengestalt aus dem Mythologischen Zyklus der keltischen Mythologie Irlands. Sein Name  weist wahrscheinlich auf eine alte Wassergottheit hin. Sein Wohnsitz ist im Síd Nechtain am Fluss Boyne.

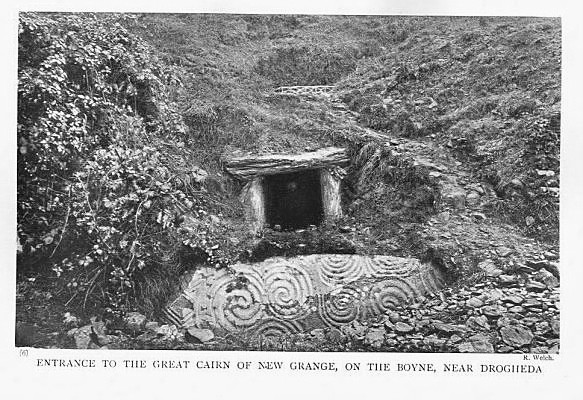
Eingang zum Brú na Bóinne mit der Boyne-Quelle

## Mythologie
Nechtan gilt im Lebor Gabala Eirenn entweder als Sohn Labraids oder des Nama und als Gatte der Flussnymphe Boand. Diese habe die geheime Quelle Nechtans im Síd durch Herumgehen gegen den Sonnenlauf (tuaithbel) entweiht, worauf sie darin ertrunken sei. So sei der Fluss Boand (Boyne) entstanden. Der Name Nechtan hat seinen Ursprung im protoindogermanischen Néptŏnos, inselkeltisch Neptŭnus.
Unter dem Namen Elcmar wird er ebenfalls als Gatte der Boand genannt. Sein Wohnsitz ist in der Erzählung Tochmarc Étaíne („Die Werbung um Étain“) der Elfenhügel Brú na Bóinne. Oengus, der Sohn des Dagda, überlistet Elcmar und seinen Vater und wird für immer der Besitzer dieses Elfenhügels.
Auch Nuada, der König der Túatha Dé Danann, trägt den Beinamen Necht, weswegen die beiden häufig gleichgesetzt werden. Nechtan ist außerdem ein häufiger Name schottischer und piktischer Könige. Der Name des Moores Nechtansmere, schottisch-gälisch Dhùn Neachdain, altirisch Dún Nechtain (heute Dunnichen Mere bei Dunnichen in der schottischen Council Area Angus), weist ebenfalls darauf hin.
In Macgnímrada Con Culainn („Cú Chulainns Knabentaten“) wird sein Name mit der am Fluss Nechta liegenden Burg Dun Mac Nechta in Verbindung gebracht. Die „drei Söhne Nechtans“, Fiol („der Schlaue“), Tuachall („der Listige“) und Fandle („die Schwalbe“) werden von Cú Chulainn bei seiner ersten Heldenfahrt getötet und ihre abgeschlagenen Köpfe (têtes coupées) von ihm nach Emain Macha gebracht.
In der Erzählung Immram Brain („Brans Seefahrt“) ist Nechtan mac Collbran der Name eines von Bran mac Febails Begleitern, der bei der Rückkehr von der dort geschilderten Reise in Irland stirbt.